# 25 de Mayo (Buenos Aires)
25 de Mayo – miasto w Argentynie, w prowincji Buenos Aires, stolica partido Veinticinco de Mayo.
Według danych szacunkowych na rok 2010 miejscowość liczyła 23 408 mieszkańców.